# Grand View Estates
Grand View Estates è un centro abitato (census-designated place) degli Stati Uniti d'America, situato nella contea di Douglas dello stato del Colorado. Nel censimento del 2000 la popolazione era di 691 abitanti.

## Geografia fisica
Secondo i rilevamenti dell'United States Census Bureau, Grand View Estates si estende su una superficie di 3,3 km².